# Гаджиев, Тофик Исмаил оглы
Тофик Исмаил оглы Гаджиев (азерб. Tofiq İsmayıl oğlu Hacıyev; 1 мая 1936, с. Солтанлы, Джебраильский район — 27 ноября 2015, Баку) — советский и азербайджанский ученый-лингвист и государственный деятель, действительный член Национальной академии наук Азербайджана (2014), директор Института языкознания имени Насими (с 2014 года), министр просвещения Азербайджанской Республики (1993). Заслуженный деятель науки Азербайджана (1999).

## Биография
В 1958 году с отличием окончил филологический факультет Азербайджанского государственного университета им. С. М. Кирова. В 1962 году защитил кандидатскую диссертацию на тему «Джебраильский диалект азербайджанского языка», а в 1969 году — докторскую диссертацию — «Литературный азербайджанский язык начала XX века».
С 1984 года — заведующий кафедрой тюркологии Бакинского государственного университета, в 1993 году возглавлял Министерство народного просвещения Азербайджанской Республики.
Заслуженный деятель науки, действительный член Национальной академии наук Азербайджана, член Союза писателей Азербайджана.
В 2014 году был назначен директором Института языкознания им. Насими Национальной Академии наук Азербайджана и главным редактором международного научного журнала «Тюркология».

## Научная деятельность
Специалист в области истории азербайджанского литературного языка. Автор 33 книг и более 300 статей, 100 из которых написаны для «Азербайджанской советской энциклопедии». Среди научных монографий: «Сабир: источники и предшественники» (1980), «Наши стихи, проза, литературный язык» (1999), «Эпос „Принцесса/Шахиня“ М.Баштуна и поэтика» (2005), также выступил соавтором при написании учебника для вузов «Азербайджанская советская литература» (1988) и автором первого тома 6-томной «Истории азербайджанской литературы» (2004). Являлся одним из основных авторов и редактором первого тома 2-томной энциклопедии «Книга моего деда Коркуда» (2002), входил в авторский коллектив энциклопедии «Узеир Гаджибеков», составитель и редактор следующих изданий: «Мир деде Коркуда» (2004), «Книга деде Коркуда» (2004), «„Книга моего деда Коркуда“: оригинальные и упрощённые тексты» (2004), «Энциклопедический словарь» (2004).
Был известен и как составитель ряда программ и учебников для средних общеобразовательных школ. В 1993 г. под его руководством была обновлена и переиздана «Программа по турецкому языку» для V—XI классов. Впервые были изданы «Азербайджанский язык» для IX класса (1991 — в соавторстве), «Турецкий язык» для Х-XI классов (1994 — в соавторстве), «Азербайджанский язык» для Х-XI классов (1998 — в соавторстве), «Азербайджанский язык» для Х-XI классов (2004 — в соавторстве).
Ученым переведены на азербайджанский язык книги М.Аджи «Полынь Половецкого поля» и «Мир и тюрки: сокровенная история», монография Б. А. Серебренникова и Н. З. Гаджиевой «Сравнительно-историческая грамматика тюркских языков», а также эпос М.Баштуна «Принцесса/Шахиня».
Избирался членом Комитета советских тюркологов и Высшего филологического научно-методического совета университетов. В 1995 г. он был избран почётным членом турецкого Общества культуры, языка и истории им. Ататюрка.

## Научные труды
- «Язык сатиры» (1975),
- «История литературного азербайджанского языка» (1976),
- «Литературный азербайджанский язык начала XX века» (1977),
- «Язык писателя и идейно-художественный анализ» (1979),
- «История азербайджанского языка» (1983 — в соавторстве с К.Велиевым),
- «Язык и стиль „Моллы Насреддина“» (1983),
- «История литературного азербайджанского языка» (ч.2. 1987),
- «Азербайджанский язык» (1993 — в соавторстве с З.Будаговой),
- «Физули: мастерство языка» (1994),
- «Деде Коркуд: язык и этническое содержание» (1999).

## Награды и звания
Был награждён азербайджанским орденом «Слава» (2009).
В 1998 г. награждён орденом «Ləyaqət» Турецкой Республики. Являлся одним из авторов 30-томной «Истории литературы тюркского мира», выпускаемой Обществом культуры, языка и истории им. Ататюрка. В 2002 г. удостоен почётной премии «За заслуги перед тюркским миром», учреждённой Фондом писателей и деятелей искусства тюркских народов, в 2004 г. — премии Караман.
В 2012 году удостоен Персональной пенсии Президента Азербайджанской Республики.